# Kabinett Rattazzi I
Das Kabinett Rattazzi I regierte das Königreich Italien vom 3. März 1862 bis zum 8. Dezember 1862. Es folgte dem Kabinett Ricasoli I und wurde von Ministerpräsident Urbano Rattazzi angeführt, der 1867 mit dem Kabinett Rattazzi II für einige Monate ein zweites Mal eine Regierung bildete. 
Das Kabinett Rattazzi I war das dritte Kabinett des Königreiches, das erstmals von der „Historischen Linken“ (italienisch Sinistra storica) gestützt wurde. Es wurde nach 9 Monaten und 5 Tagen vom Kabinett Farini abgelöst, nachdem Rattazzi aufgrund seiner ambivalenten Haltung zu Giuseppe Garibaldi, die im Gefecht zwischen dem italienischen Heer und den Rothemden im Aspromonte im Juni 1862 gipfelte, zunehmend innenpolitisch unter Druck und in der Folge zurückgetreten war.

## Minister

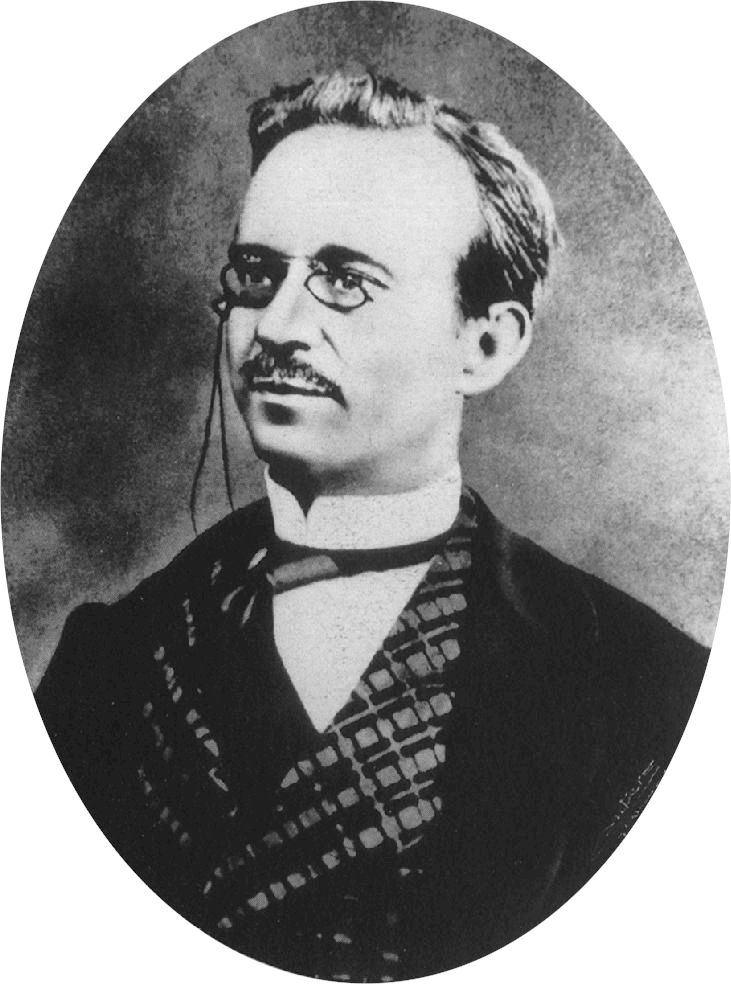
Urbano Rattazzi

| Ministerien                          | Name                                                                              |
| ------------------------------------ | --------------------------------------------------------------------------------- |
| Ministerpräsident                    | Urbano Rattazzi                                                                   |
| Äußeres                              | Urbano Rattazzi (bis 31. März 1862) Giacomo Durando (ab 1. April 1862)            |
| Inneres                              | Urbano Rattazzi                                                                   |
| Justiz und Kirchenangelegenheiten    | Filippo Cordova (bis 7. April 1862) Raffaele Conforti (ab 8. April 1862)          |
| Krieg                                | Agostino Petitti Bagliani Di Roreto                                               |
| Marine                               | Carlo Pellion di Persano                                                          |
| Finanzen                             | Quintino Sella                                                                    |
| Öffentliche Arbeiten                 | Agostino Depretis                                                                 |
| Bildung                              | Pasquale Stanislao Mancini (bis 31. März 1862) Carlo Matteucci (ab 1. April 1862) |
| Landwirtschaft, Industrie und Handel | Gioacchino Napoleone Pepoli                                                       |
| Ohne Geschäftsbereich                | Enrico Poggi (bis 31. März 1862)                                                  |